# MG Baltic Investment
MG Baltic Investment ist eine Holding des litauischen Konzerns „MG Baltic“. Die Holding hat 37 Unternehmen. Haupttätigkeiten sind Einzelhandel, Bau und Medien. 2012 erreichte man den Umsatz von 655,1 Mio. Litas (≈190 Mio. Euro).

## Gesellschaften
„Apranga“ Gruppe, „MG Baltic media“ Gruppe („Alfa media“, „Laisvas nepriklausomas kanalas“, „Mediafon“, „UPG Baltic“), „Eurvalda“, „Mitnijos grupė“.